# Últimos días en La Habana
Últimos Días en La Habana  'és una pel·lícula cubana dramàtica de 2016 dirigida per Fernando Pérezuna narració sobre l'amistat i la relativitat moral en situacions específiques, mostrant amb cruesa la vida quotidiana a Cuba. Fou projectada en la secció especial del 67è Festival Internacional de Cinema de Berlín.

## Sinopsi
Centre Havana, el cor de l'Havana d'avui. Miguel és un home de 45 anys que treballa com a rentaplats mentre espera un visat oficial que li permeti marxar a Nova York. Conviu amb Diego, malalt de sida i postrat al seu llit. Mentre que Diego es gai i positiu, Miguel és asexual i negatiu. Una galeria de suggestius personatges envolta a la parella d'amics. Quan per sorpresa arriba el visat, el destí col·locarà a tots davant una inusitada decisió.

## Repartiment
- Jorge Martínez com Diego.
- Gabriela Ramos com Yusisleydis.
- Patricio Wood com Miguel.

## Nominacions i premis
XXIII Premis Cinematogràfics José María Forqué
| Categoria                        | Persona | Resultat |
| -------------------------------- | ------- | -------- |
| Millor pel·lícula iberoamericana |         | Nominada |

Premis Ariel 2018
| Categoria                        | Persona | Resultat |
| -------------------------------- | ------- | -------- |
| Millor pel·lícula iberoamericana |         | Nominada |

Festival Internacional del Nou Cinema Llatinoamericà de l'Havana 2017
| Categoria | Persona                                | Resultat   |
| --------- | -------------------------------------- | ---------- |
| Millor so | Sheyla Pool Evelio Manfred Gay Salinas | Guanyadors |

Festival de Màlaga 2017
| Categoria                        | Persona        | Resultat   |
| -------------------------------- | -------------- | ---------- |
| Millor pel·lícula iberoamericana |                | Guanyadora |
| Premi de l'Audiència             |                | Guanyadora |
| Millor actriu de repartiment     | Gabriela Ramos | Guanyadora |

Premis Platino 2018
| Categoria         | Persona                                | Resultat |
| ----------------- | -------------------------------------- | -------- |
| Millor pel·lícula |                                        | Nominada |
| Millor director   | Fernando Valdés                        | Nominat  |
| Millor actor      | Jorge Martínez                         | Nominat  |
| Millor guió       | Fernando Pérez Abel Rodríguez          | Nominat  |
| Millor fotografia | Raúl Pérez Ureta                       | Nominat  |
| Millor muntatge   | Sergio Sanus                           | Nominat  |
| Millor so         | Sheyla Pool Evelio Manfred Gay Salinas | Nominats |